# Fernand de La Tombelle
Antoine Louis Joseph Gueyrand Fernand Fouant de La Tombelle, (París, 3 d'agost, 1854 - Château de Fayrac de Dordonya, 13 d'agost, 1928), va ser un compositor i organista francès.

## Biografia
Fernand de La Tombelle va ser introduït a la música per la seva mare, Louise Gueyraud, una estudiant brillant de Liszt i Thalberg. El 1872, decidint dedicar-se a la música, va prendre classes particulars de piano, orgue i harmonia amb Alexandre Guilmant. Admès al Conservatori de París, va fer les seves classes d'escriptura (harmonia, contrapunt, fuga, composició) sota la direcció de Théodore Dubois.
El 12 de juliol de 1880, a París, es va casar amb Henriette Delacoux de Marivault, escriptora (amb el pseudònim de Camille Bruno), amb qui va tenir dos fills, Henry i Denise. Henriette escriu poemes musicats pel seu marit o per Jules Massenet, que també interpretaba perquè tenia una veu preciosa.
La Fantasia per a piano i orquestra (1888) i el seu Quartet en mi menor (1894) li van valer dues vegades la medalla d'or del Gran Premi Pleyel. Com a organista, va unir forces amb Guilmant per als recitals del Trocadéro el 1878. Mai va ser titular, va ser ajudant i substitut de Théodore Dubois a l'orgue Cavaillé-Coll de l'església de la Madeleine, a París, de 1885 a 1898. Així mateix, sovint va substituir Guilmant en les gires de recitals al seu orgue a l'Església de la Santíssima Trinitat. Amb freqüència dona recitals d'orgue per tota França.
Va participar en la fundació de la Schola Cantorum l'any 1894, amb Charles Bordes, Vincent d'Indy i Alexandre Guilmant, treballant principalment en programes i repertori per a orgue. Hi va ensenyar harmonia des de 1896 fins a 1904. També va col·laborar amb el Repertori Modern de Música Religiosa i va escriure articles a "La Tribune de Saint-Gervais", la revista oficial de la Schola Cantorum.
El 1896 va guanyar el premi Chartier de l'Acadèmia de Belles Arts per la qualitat de la seva producció en el camp de la música de cambra. A més de les seves activitats musicals, s'interessà activament per la poesia, el folklore, l'escultura, la fotografia i l'astronomia.
Està enterrat al cementiri de Montparnasse (divisió 3) a París. Un carrer del 17è districte de París, la plaça Fernand-de-la-Tombelle, porta el seu nom en homenatge a ell.

## Obres
Compositor prolífic d'estètica tradicional, La Tombelle va escriure en tots els gèneres:
Música vocal i profana

- Recull de mélodies: Chansons et rêveries et Mélodies de la Nature, dont Sonnet d'Estienne de La Boétie, Le cavalier mongol, Les papillons, sobre poemes de Victor Hugo, Alphonse de Lamartine, Théophile Gautier, Leconte de Lisle.[3]

Cors profans

- La Chasse; per a soprano, alto, tenor, baix, i piano
- Le Soleil de Minuit; per a soprano solista, soprano, alto, tenors, barítons, baix
- Les Épousailles; per a soprano, alto, tenor, baix
- Légende de la Glèbe; doble cor.[3]
- Le Furet
- Vers la Lumière.

Escenes corals per a quatre veus masculines sense acompanyament, per a tenors I i II, baríton, baix, París: Ricordi (1908).
- Septembre
- Nous nirons plus au bois
- Les Tambourinaires
- Le Veilleur du Beffroy
- La Fausse Enchanteresse
- La Bonne Route

Música d'escena

- Un bon numéro et Un rêve au pays du bleu (1892), opereta
- Gargouillado l'infamo; òpera buffa, signada "Fernando de La Tombellini", paròdia de l'òpera italiana.[3]

Música sacra

Oratoris:
- Crux; trilogia sagrada, poema de l'abat Lecygne, creat el 2 de febrer de 1922 al teatre Saint-Denis de Mont-real (Canadà), amb Fabiola Poirier, soprano, Henri Prieur, tenor, Jean Riddez, baríton, Armand Gauthier, baix, amb el Montreal Associació de Cantants, dir. Jean Goulet.[3]
- Les sept Paroles du Christ,
- L'Abbaye
- Noël au village, suite per a solistes i cor masculí, amb acompanyament d'harmònium (o orgue), dedicada a l'abat Louis Boyer, mestre de capella de la catedral de Saint-Front de Périgueux; a L.-J. Biton, Saint-Laurent-sur-Sèvre (Vendée) 1919, 40 pp. Onze moviments: 1. Entrada; 2. Càntic “Venez tous” (per una i després dues veus); 3. Interludi d'harmoni; 4. Himne “És avui” (veus masculines a l'uníson després trio); 5. Interludi d'harmoni; 6. Himne "L'Estel de Nadal” (cor infantil); Ofertori: 7. Càntic en francès "Al cel regna l'alegria" (per a dues veus iguals); 8. Motet en lat. "Lætentur cœli" (a dues veus iguals); 9. Rapsòdia de Nadal (comunió); 10. Tres grans reis (cor general); 11. Sortida.

Messes

- Messe de Noël; per a cor i orgue,
- Messe brève,
- Messe en l'honneur de St-Pierre; per a cor i orgue (orquestra ad libitum)

Motets

- Sancta Maria succurre miseris,
- Benedicta es tu,
- Tantum ergo,
- Adoro te devote
- Ave verum, motet per a 3 veus mixtes, París: Schola Cantorum, v. 1911.

Cantates

- Sainte-Cécile,
- Sainte-Anne,
- Jérusalem,
- Jeanne d’Arc
- Ode à Jeanne d'Arc; per a soprano, alt, tenor i baix

Cantiques

- 2 Cantiques à la Très Sainte Vierge; per a veu i orgue
- I. La Couronne fleurie
- II. Chrétiens, Chrétiennes, à genoux !

Música de cambra

- Peces per a piano sol
- Prélude et Fugue en la mineur; per dos pianos, París : Durand, vers 1887
- Prélude pour un conte de fées; per a piano à 4 mans
- Suite; per tres Violoncels, París : Senart, 1921.
- Berceuse; per a violí i piano, París : Richault, v. 1895.
- Trio; per a piano, violí i violoncel, op. 35 (1894)
- Quatuor en mi mineur (1894) : médalla d'or del Prix Pleyel
- Sonate; per a piano i violí en re menor op. 40, París : Costallat, vers 1898.

Orquestra

- Música d'escena: L'apothéose de la cité, La Magdaléenne, La Muse fleurie, La Roche aux fées, Un Rêve au pays du bleu, Yannick
- Suites: Impressions naturelles, Livres d'images, Suite féodale, Tableaux musicaux
- Poema simfònic : Antar
- Minuet Gay, també per a piano sol, piano i violí.
- Fantaisie; per a piano i orquestra en fa menor op. 26 (1887) : medalla d'or du Prix Pleyel en 1888.
- Ego sum resurrectio et vita - Paraphrase pour orgue; (amab orquestra ad lib.), op. 34, París : Richault, 1894.

Harmoni

- Méthode d'harmonium
- Méditation en ré mineur (dans J. Joubert, Les Maîtres Contemporains de l'Orgue, vol. 1, Paris, 1912)
- Toccata en fa mineur (dans J. Joubert, Les Maîtres Contemporains de l'Orgue, vol. 1, París, 1912)
- Cinquante Pièces d'Harmonium, Saint-Laurent-sur-Sèvre (Vendée) : L.-J. Biton
- In Pace (à la memoria d'Alexandre Guilmant) (dans la Tribune de Saint-Gervais, 17è any, Numéro spécial)

Orgue

- Ofertori de Pasqua, Pastorale-Ofertori i Sis versos per a orgue, París: Durand, v. 1883
- Marxa nupcial en mi major, París : Choudens, s.d.
- Les vespres dels sants comuns: VIIa sèrie, vespres d'un pontífex confessor - 8 antífones per a orgue, París: Schola Cantorum, s.d.
- Simfonia de Pasqua per a orgue (Entrada Episcopal – Ofertori – Final)

Pièces d'orgue op. 23, en 6 lliuraments, París : Richault, 1888 à 1891
- 1re Livraison : Prélude – Écho – Méditation
- 2e Livraison : Magnificat en Sol - Marche de procession
- 3e Livraison : Allegretto cantando – Carillon
- 4e Livraison : Sonate en mi mineur : Allegro – Andante (Offertoire) – Final ou Toccata (Sortie)
- 5e Livraison : Prélude et Fugue sur le Prose de l'Ascension (Solemnis hæc festivitas) - Canzonetta
- 6e Livraison : 2 Fantaisies sur des Noëls anciens - Marche pontificale

Segona sèrie de peces d'orgue op. 33, en sis lliuraments, París: Richault, v. 1891.
- 1re Livraison : Fantaisie de concert (Composició expressa per a [la inauguració] de l'orgue de l'Auditori, à Chicago), 1889.
- 2e Livraison : Sonate no 2 en fa dièse mineur (Allegro – Andante - Final-Toccata en fa dièse majeur)
- 3e Livraison : Variations sur un choral - Andantino
- 4e Livraison : Pastorale - Marche nuptiale
- 5e Livraison : 2 Poèmes symphoniques: No 1. La Nativité - No 2. Le Vendredi-Saint – Épithalame
- 6e Livraison : Élégie - Marche solennelle

Troisième série de Pièces d’Orgue, No 1. Rapsodie Béarnaise, Paris : Costallat, 1900.
- Interludes; en la Tonalitat Gregoriana i Harmonització de Versos per a la Missa «Dominicis Infra Annum», París : Schola Cantorum, 1906.
- Fantaisie; sobre dos temes (laic i gregorià): Cançó de Nougolhayro i Himne d'Advent, París : Schola Cantorum, 1907.
- Cantilène pour grand orgue - Vox angelorum (sans péd.), Saint-Laurent-sur-Sèvre (Vendée) : L.-J. Biton, 1911.
- Suite d'orgue; sobre temes gregorians : 1. Offertoire sur «Cibavit eos» – 2. Élévation sur «Oculi» (Graduel) – 3. Sortie sur «Lauda Sion», Saint-Laurent-sur-Sèvre (Vendée) : L.-J. Biton, 1911.
- Suite d'orgue; sobre temes gregorians manllevats de l'Ofici de Nadal : 1. Prélude et Introït sobre temes extrets de l’Introït «Puer» – 2. Offertoire sobre un tema de l'ofertori de la missa del dia – 3. Élévation a partir d'un tema de la Comunió de la missa del dia – 4. Comunió en un vell Nadal – 5. Sortida temàtica «Jesu Redemptor omnium» (Toccata a l'estil antic), Saint-Laurent-sur-Sèvre (Vendée) : L.-J. Biton, 1911.
- Suite d'orgue; sobre temes gregorians manllevats de l'Ofici de Pasqua : 1. Prélude et Introït sobre un tema de l’Introït – 2. Offertoire sobre «Hæc dies» - 3. Élévation sobre «Pascha nostrum» - 4. Communion en un vell Guillonéou, cançó de Pasqua, en el temps anterior 1564 on l'any va començar l'1 d'abril - 5. Sortie sobre l'Alleluia «Pascha nostrum», Saint-Laurent-sur-Sèvre (Vendée) : L.-J. Biton, 1911.
- Suite d'orgue; sobre temes gregorians manllevats de l'Ofici de Pentecosta : 1. Prélude et Introït – 2. Offertoire – 3. Communion – 4. Sortie, Saint-Laurent-sur-Sèvre (Vendée) : L.-J. Biton, 1911.
- Andantino en mi bémol majeur; (a J. Joubert, Les Maîtres Contemporains de l'Orgue, vol. 7, Paris, 1914).
- Voces Belli : 1. Pro Patria - 2. Pro Defunctis - 3. Pro Vulneratis - 4. Pro Lacrymantibus - 5. Pro Deo (toccata), a Les Voix de la douleur chrétienne, vol. 1, Bruxelles : A. Ledent-Malay, 1921.

Publicacions

- Les Pâtés de Périgueux, 1909 ; Périgueux : P. Fanlac, 1990
- L'Oratorio et la Cantate, París, 1911
- Le château de Castelnaud, en el Bulletin de la Société historique et archéologique du Périgord, 1918, p. 204-217, 245-259, 294-307 (lire en ligne) [archive], amb dibuixos d'Henri Laffillée.

## Iconografia
- Répétition des chœurs chez la baronne de La Tombelle, rue Newton, à Paris, le 11 mars 1887,, pintura d'Horace de Callias, 2,00 x 1,40 m. Coll. Tresor de la catedral de Saint-Front a Périgueux.

## Discografia
- Trio en la menor, op. 35; Quartet de corda en mi major, op. 36, Andante expresivo, per a violoncel i piano - Laurent Martin, piano; Satie Quartet (març de 2011, Ligia) (OCLC 894939571)
- Sonata per a piano i violí, Sonata per a violoncel i piano, peces diverses - Detroit Chamber Ensemble, col·lecció de l'Albert-Roussel International Festival (2012, Azur Classica AZC 102) (OCLC 829971895) — primer enregistrament mundial
- Melodies [23] - Tassis Christoyannis, baríton; Jeff Cohen, piano (16-17 de gener de 2017, SACD Aparté) (OCLC 993048974)